# Sebastian Aders
Sebastian Aders († 19. Juli 1649) war ein polnischer Militäringenieur.

## Leben
Sebastian Aders stammte aus Masuren.
1645 wurde er vom Hetman Stanisław Koniecpolski auf die Krim geschickt, um dort eine Karte dieser Gegend anzufertigen.
1647 diente er als Artilleriekapitän mit Guillaume le Vasseur de Beauplan in Bar, der seine Karten nutzte.
Während des Chmelnyzkyj-Aufstandes 1648 war er zur Zeit der Verteidigung Lembergs Kommandant der städtischen Infanterie. 1649 diente er bei Tschowhanskyj Kamin und Sbarasch als Kommandant der Artillerie. In der Schlacht von Sbarasch wurde er tödlich verwundet.

## Nachleben
In dem Roman Mit Feuer und Schwert von Henryk Sienkiewicz wird er Szenberk genannt.